# Casco Central de Valencia
El casco central de Valencia o casco histórico de Valencia es la zona donde la ciudad tuvo su fundación; desarrollándose durante la época colonial. Actualmente, es la principal área comercial, cultural y de servicios, que alberga en su extensión varios de los museos, bibliotecas, iglesias y grandes comercios de la ciudad.
En el proceso de crecimiento el Casco Central ha sufrido la destrucción de algunas de sus más antiguas casas en miras de la modernización no planificada y poco armonizada del espacio, provocando graves daños al patrimonio histórico y cultural de Valencia.

## Historia
La ciudad de Valencia fue fundada aproximadamente en el año 1555 dentro de una cuadrícula de 100 por 100 metros. Según las Leyes de Indias, dicha cuadrícula funcionaba como un instrumento urbanístico de crecimiento planificado para la época. Investigaciones realizadas en el siglo XX por los párrocos de la Catedral de Valencia sobre las características de esa época mantienen que:

[...] antes de la fecha de 1555 estaba fundada la ciudad de Valencia, que había cumplido la acostumbrada ceremonia de fundación: una misa en el lugar y bendición de las tierras, seguidas de la declaración de los presentes de su intención de poblar en nombre de la corona o del rey; se clavaba una cruz en el sitio donde se iba a construir la iglesia y al lado la zona del cementerio, y se ponía la primera piedra de la iglesia; seguidamente, se trazaba el cuadro de la plaza y las calles, con sus respectivos solares, según el número de familias que allí se iban a instalar

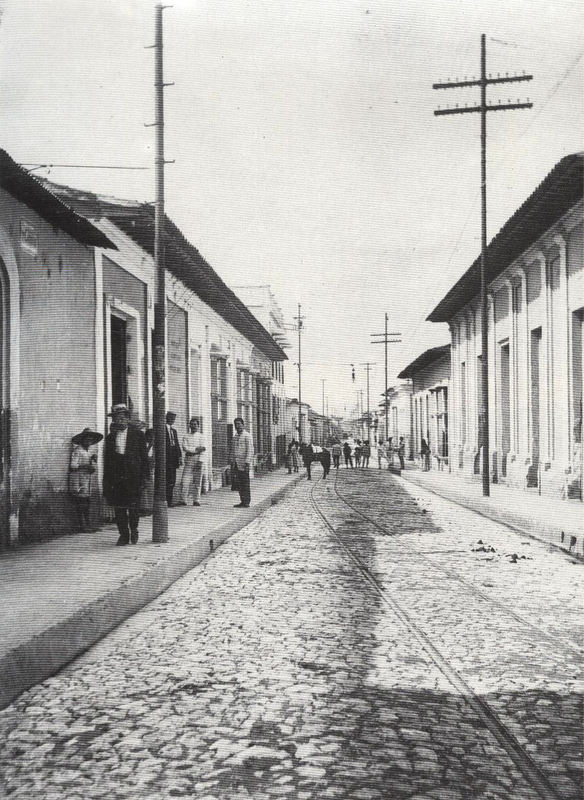
Calle del Casco Central de Valencia tomada a principios del siglo XX

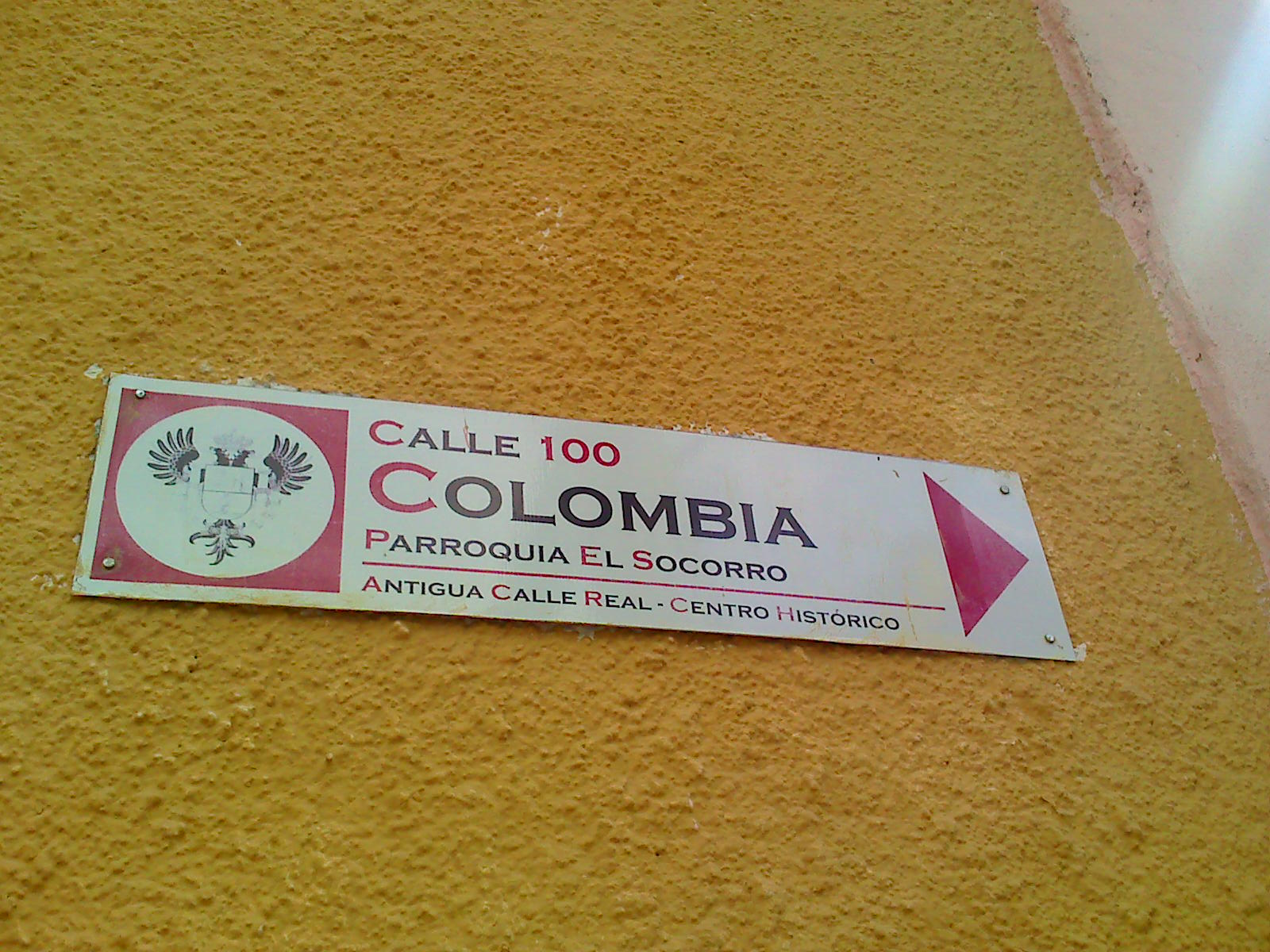
Aviso indicando dirección de la Calle Colombia, Antigua Calle Real

De acuerdo a las Leyes de Indias, para fundar una ciudad había que ubicarla en una ladera cerca de un río de agua dulce y que esta recibiera vientos orientados de norte a sur. Valencia se construyó alrededor de lo que en su momento se llamó la Plaza Mayor (hoy día Plaza Bolívar de Valencia), los pobladores, en consonancia con el aumento de habitantes, debieron recurrir a la extensión progresiva de la cuadrícula ya establecida. La calle más antigua de la zona colonial fue la Calle Real (actual calle Colombia), que conectaba con la carretera principal y con el puente Morrillo, y era la vía principal que llevaba hacia los Valles del Tuy. Incluso luego de varios siglos de desarrollo, la ciudad se mantuvo primordialmente ubicada en el área que rodeaba la Plaza Mayor, llevando esto a la coexistencia de edificaciones coloniales y construcciones modernas como torres de oficinas y construcciones comerciales; causando consecuentemente el deterioro de la que, originalmente, fue la cuna de la ciudad.

## Límites
De acuerdo a la Ordenanza del Plan Especial de Ordenamiento Urbanístico del Área Central de Valencia promulgada el 11 de diciembre del 2000, el Casco Central de la ciudad está delimitado de la siguiente manera:
- Norte: Avenida Cedeño, incluyendo las parcelas ubicadas en los márgenes de ese corredor vial.
- Sur: Avenida Lara, incluyendo las parcelas ubicadas en los márgenes de ese corredor vial.
- Este: Autopista Circunvalación del Este.
- Oeste: Avenida Fernando Figueredo.

## Lugares históricos
Un inventario del patrimonio histórico realizado en el año 2000 dio como resultado la declaración de nueve (9) edificaciones como monumentos históricos: La Catedral, la Iglesia de nuestra Señora La Candelaria y la Iglesia de San Francisco, la antigua sede de la Facultad de Derecho de la Universidad de Carabobo, la Casa Hernández de Monagas, la Casa de La Estrella, el Palacio de los Izturriza (ahora llamado Quinta La Isabela), aun cuando este está fuera del casco central, la Iglesia San Blas, la Casa Páez y el Capitolio.
Por otra parte, la calle Constitución (hoy día llamada Bulevard Constitución), sirve de tramo peatonal entre la Avenida Bolívar Norte y la Avenida Bolívar Sur de la ciudad, es uno de los sectores en donde se encuentran los inmuebles históricos más antiguos, allí se encuentran la "Esquina Azul" (antiguo "Pabellón Rojo") donde José Tomás Boves realizó el trágico baile en el cual fusiló a todos los que asistieron, y la casa donde murió Fernando Peñalver; de esas casas tan solo quedan las fachadas. Igualmente, en la zona se encuentra el Teatro Municipal de Valencia, junto a la antigua sede de la Facultad de Derecho de la Universidad de Carabobo.